# Мамедов, Максуд Давуд оглы
Максуд Давуд оглы Маме́дов (азерб. Maqsud Davud oğlu Məmmədov; род. 30 мая 1929, Гянджа) — советский и азербайджанский артист балета, балетмейстер. Народный артист Азербайджанской ССР (1970).

## Биография
Максуд Мамедов родился 30 мая 1929 года в Гяндже (Азербайджан). С детства увлекался танцем. В 1938 году в составе самодеятельного коллектива принимал участие в Декаде искусства и литературы Азербайджана в Москве, выступал перед Сталиным. Позднее поступил в Московское хореографическое училище, которое окончил в 1950 году (педагог Н. И. Тарасов). В училище Максуд Мамедов познакомился со своей будущей женой, артисткой балета и балетмейстером Рафигой Ахундовой.
После окончания хореографического училища был зачислен в труппу Большого театра, ездил на гастроли, однако вскоре принял решение вернуться в Баку. 
В 1951 году Максуд Мамедов стал ведущим солистом Азербайджанского государственного театра оперы и балета. 
В 1972 — 1973 годах вместе с женой работал балетмейстером и педагогом в Алжире.
Среди его партий на сцене Азербайджанского государственного театра оперы и балета: Ферхад («Легенда о любви»), Полад («Девичья башня»), Азад («Гюльшен» С. Гаджибекова), Альберт, Зигфрид, Фрондосо и другие. Совместно с женой Рафигой Ахундовой поставил балеты «Каспийская баллада» Т. Бакиханова (1968), «Тени Кобустана» Ф. Караева (1969), «Калейдоскоп» на музыку Скарлатти и Ф. Караева (1971), хореографические миниатюры «Азербайджанская сюита» и «Яллы» Р. Гаджиева, «Мугам» Н. Аливердибекова. Балеты «Каспийская баллада», «Калейдоскоп» и «Тени Кобыстана» демонстрировались в 1969 году в Париже на VII международном фестивале танца и имели большой успех. Миниатюра «Мугам» вызвала ажиотаж на Всесоюзном конкурсе 1972 года. 
В 1983 году вышел фильм-балет Семь красавиц, поставленный Максудом Мамедовым и Рафигой Ахундовой.

## Награды и звания
- Заслуженный артист Азербайджанской ССР (30.04.1955)
- Народный артист Азербайджанской ССР (21.05.1970)
- Орден Трудового Красного Знамени (09.06.1959)
- Орден «Слава» (29.05.2019)
- Золотая медаль «Театральный деятель»[азерб.] (2006, Союз театральных деятелей Азербайджана)[4]
- Персональная стипендия Президента Азербайджанской Республики (11.06.2002)[5]